# 陳堂
陳堂（1537年—？），字明佐，號萊峰，廣東廣州府南海縣人，民籍，明朝政治人物。

## 生平
嘉靖四十三年（1564年）甲子科廣東府鄉試第七十三名舉人。隆慶二年（1568年）中式戊辰科會試第五十六名，三甲第二十四名進士。授嚴州府推官，五年九月选授南京湖广道試監察御史，萬曆元年（1573年）二月奉差巡视下江地方，二年四月弹劾总督河道侍郎万恭不称职，因弹劾兵部尚書王崇古，五年十一月外放为四川左参议，不久辞官。
萬曆二十三年（1595年）四月降补广西佥事，二十五年八月升光禄寺少卿，二十六年四月为副使，奉命册封榮王朱翊鉁，二十七年三月改任南京尚宝司卿。

## 家族
曾祖陳吉；祖父陳廉；父陳其魯，母林氏。具庆下。